# Lebara
Lebara is een telecomaanbieder die mobiele diensten aanbiedt. Het is onderdeel van de Lebara Group die actief is in het Verenigd Koninkrijk, Nederland, Duitsland, Denemarken en Frankrijk. Lebara is een mobile virtual network operator en heeft dus geen eigen netwerk. In Nederland maakt de aanbieder gebruik van het 5G-netwerk van KPN. Er worden zowel prepaid- als sim-onlyabonnementen aangeboden. Sinds 2017 is de onderneming volledig in handen van investeringsmaatschappij Palmarium AG. Bij de groep werken +/− 1.400 mensen.

## Geschiedenis
In 2001 is het bedrijf opgericht door Leon Rasiah, Baskaran Kandiah en Ratheesan Yoganathan. De naam Lebara is gevormd door de eerste twee letters van hun naam achter elkaar te zetten. De drie oprichters zijn afkomstig uit Sri Lanka. Hun doel was om betaalbare mobiele diensten te bieden aan migranten, zodat zij in contact konden blijven met hun familie.
In 2004 startte Lebara in Nederland. Via het netwerk van Telfort, onderdeel van KPN, werden simkaarten verkocht voor internationaal telefoneren. In 2009 begon Lebara met het gebruik van de Vodafone-infrastructuur in Australië en het Verenigd Koninkrijk. Datzelfde jaar is er ook uitgebreid naar Denemarken, Noorwegen, Spanje, Zweden en Zwitserland. Frankrijk is in 2010 toegevoegd. In februari 2010 werd het merk Chippie gekocht, dat zich richtte op migranten uit Noord- en Zuid-Amerika, het Caribisch gebied, het Midden-Oosten en Azië. Eind 2010 werden de activiteiten van het merk Chippie geïntegreerd bij Lebara. Eind 2015 werd gestart met het aanbieden van 4G internetsnelheid via het netwerk van KPN. Lebara verkocht haar Australische activiteiten in 2016 aan Vodafone Australia.
In 2016 had de Lebara Group een omzet van 573 miljoen euro en 3,6 miljoen klanten. In juni 2017 lanceerde Lebara in Nederland sim-only abonnementen.
In 2017 werden de Lebara Group en de Lebara Trademark Companies verkocht aan de Zwitserse investeringsmaatschappij Palmarium AG. De Spaanse activiteiten werden vervolgens in 2018 doorverkocht aan Masmovil.

## Diensten
In de beginjaren lag de focus vooral op de verkoop van prepaid beltegoed waarmee men naar diverse internationale bestemmingen kon bellen. Later kwamen er prepaid-bundels bij waarmee 30 dagen lang kan worden gebeld en geïnternet, nationaal of internationaal. In 2017 werd begonnen met de verkoop van sim-onlyabonnementen, waarbij de klant kan kiezen tussen nationaal en internationaal bellen.